# Вилье-ле-Ру
Вилье́-ле-Ру (фр. Villiers-le-Roux) — коммуна во Франции, находится в регионе Пуату — Шаранта. Департамент — Шаранта. Входит в состав кантона Вильфаньян. Округ коммуны — Конфолан.
Код INSEE коммуны — 16413.
Коммуна расположена приблизительно в 360 км к юго-западу от Парижа, в 65 км южнее Пуатье, в 45 км к северу от Ангулема.

## Население
Население коммуны на 2008 год составляло 118 человек.
| 1962 | 1968 | 1975 | 1982 | 1990 | 1999 | 2008 |
| ---- | ---- | ---- | ---- | ---- | ---- | ---- |
| 170  | 153  | 117  | 121  | 123  | 140  | 118  |

## Администрация
| Период | Период | Фамилия       | Партия | Примечания |
| ------ | ------ | ------------- | ------ | ---------- |
| 1961   | 2007   | Мишель Пуансе |        |            |
| 2007   |        | Ивет Фрюжье   |        | пенсионер  |

## Экономика
В 2007 году среди 72 человек в трудоспособном возрасте (15—64 лет) 38 были экономически активными, 34 — неактивными (показатель активности — 52,8 %, в 1999 году было 50,7 %). Из 38 активных работали 34 человека (21 мужчина и 13 женщин), безработных было 4 (2 мужчины и 2 женщины). Среди 34 неактивных 6 человек были учениками или студентами, 16 — пенсионерами, 12 были неактивными по другим причинам.

## Фотогалерея

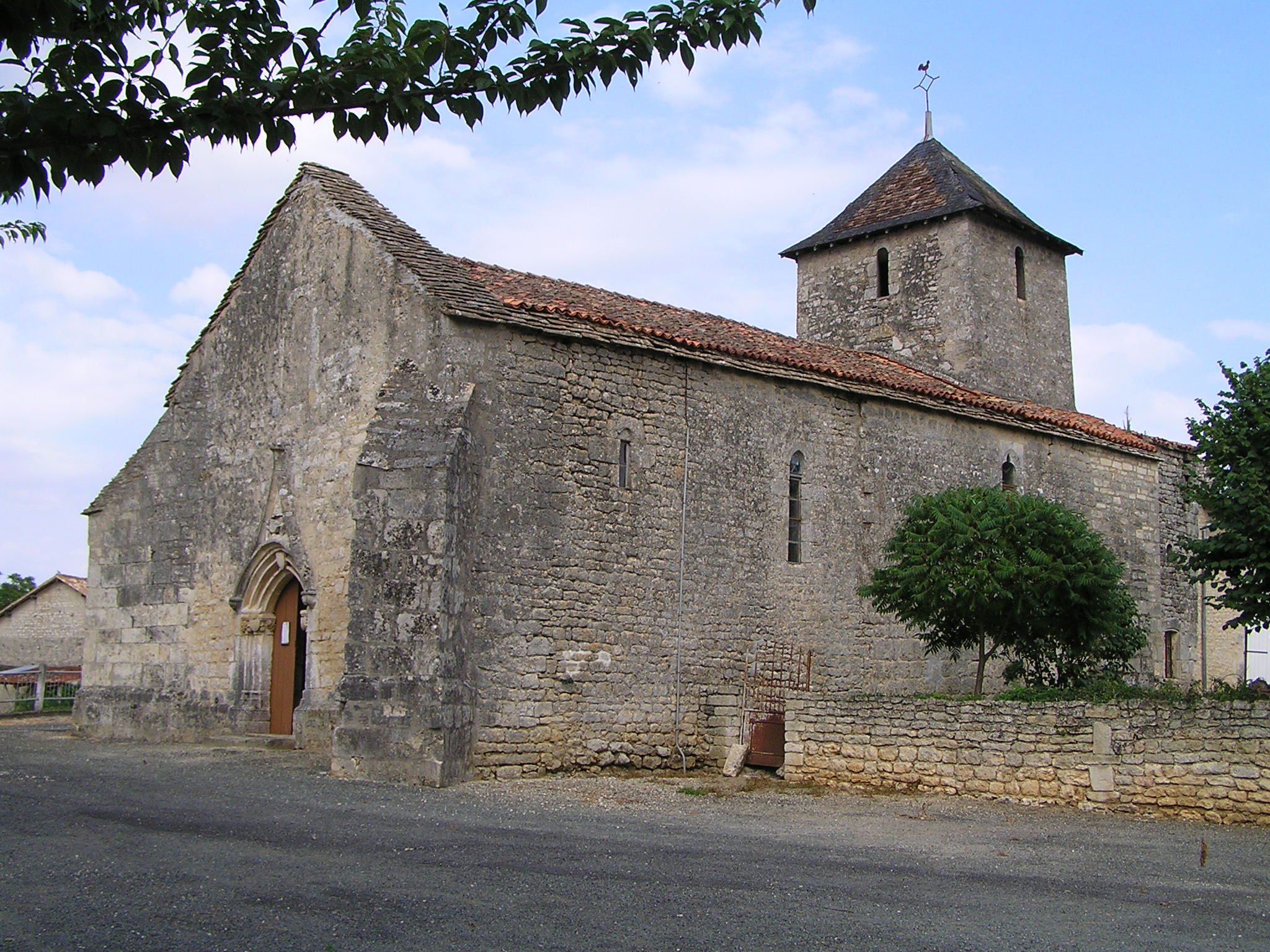
Церковь
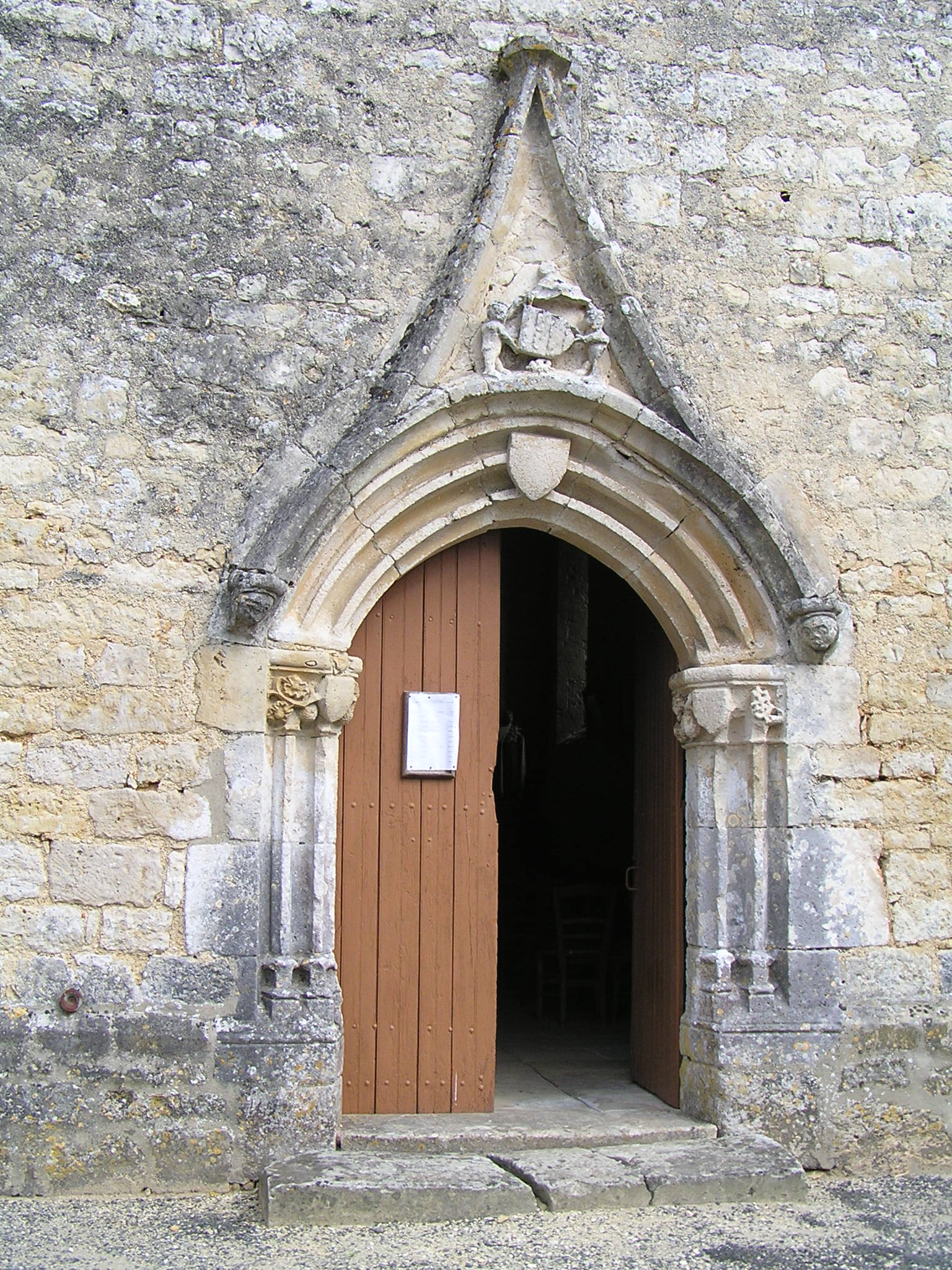
Церковь
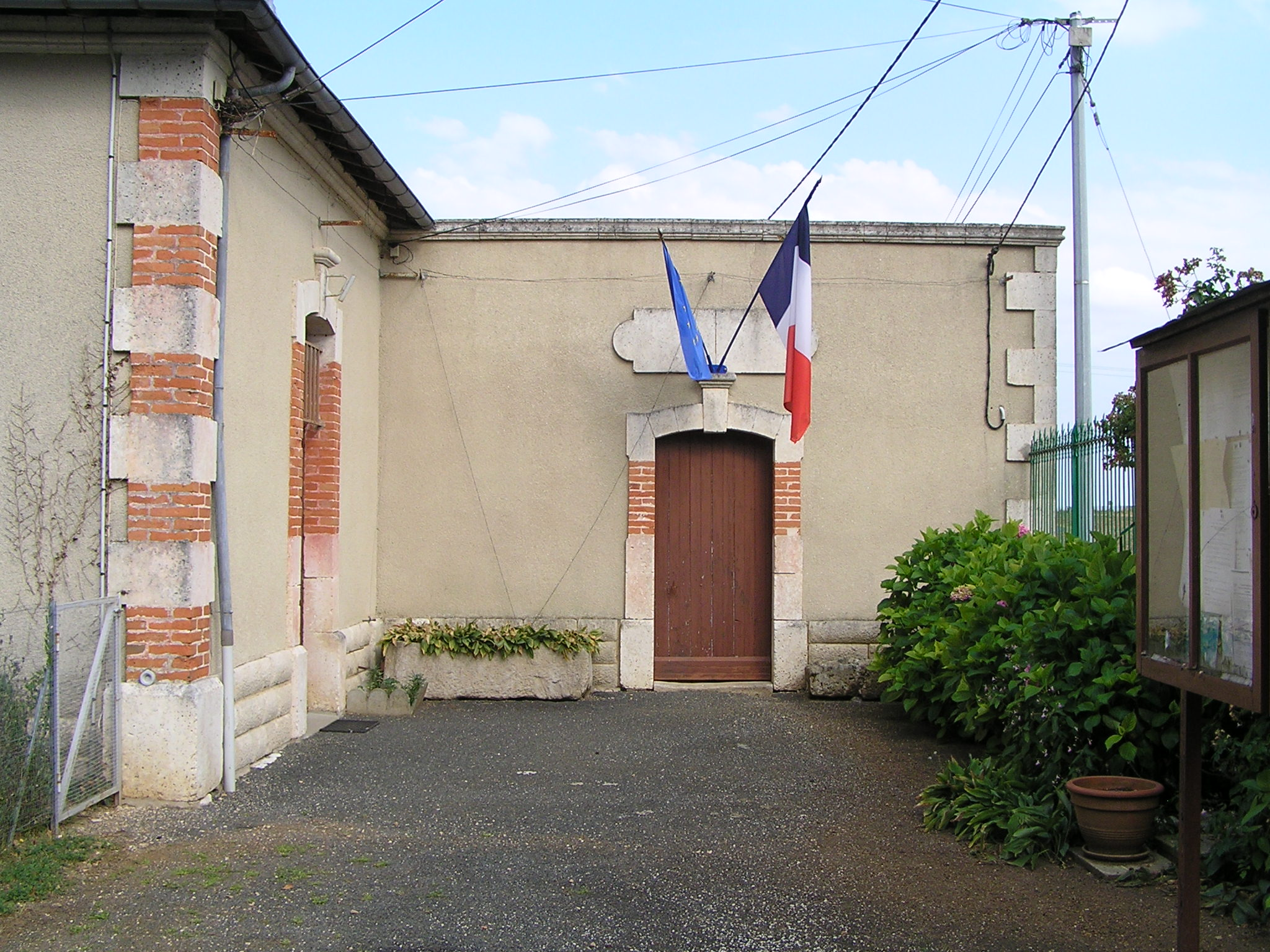
Мэрия
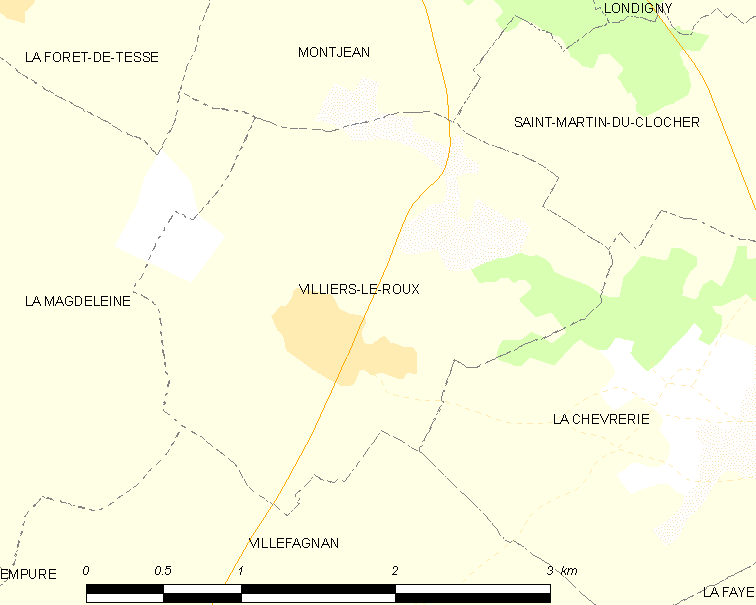
Карта коммуны